# Cadillac CTS-V

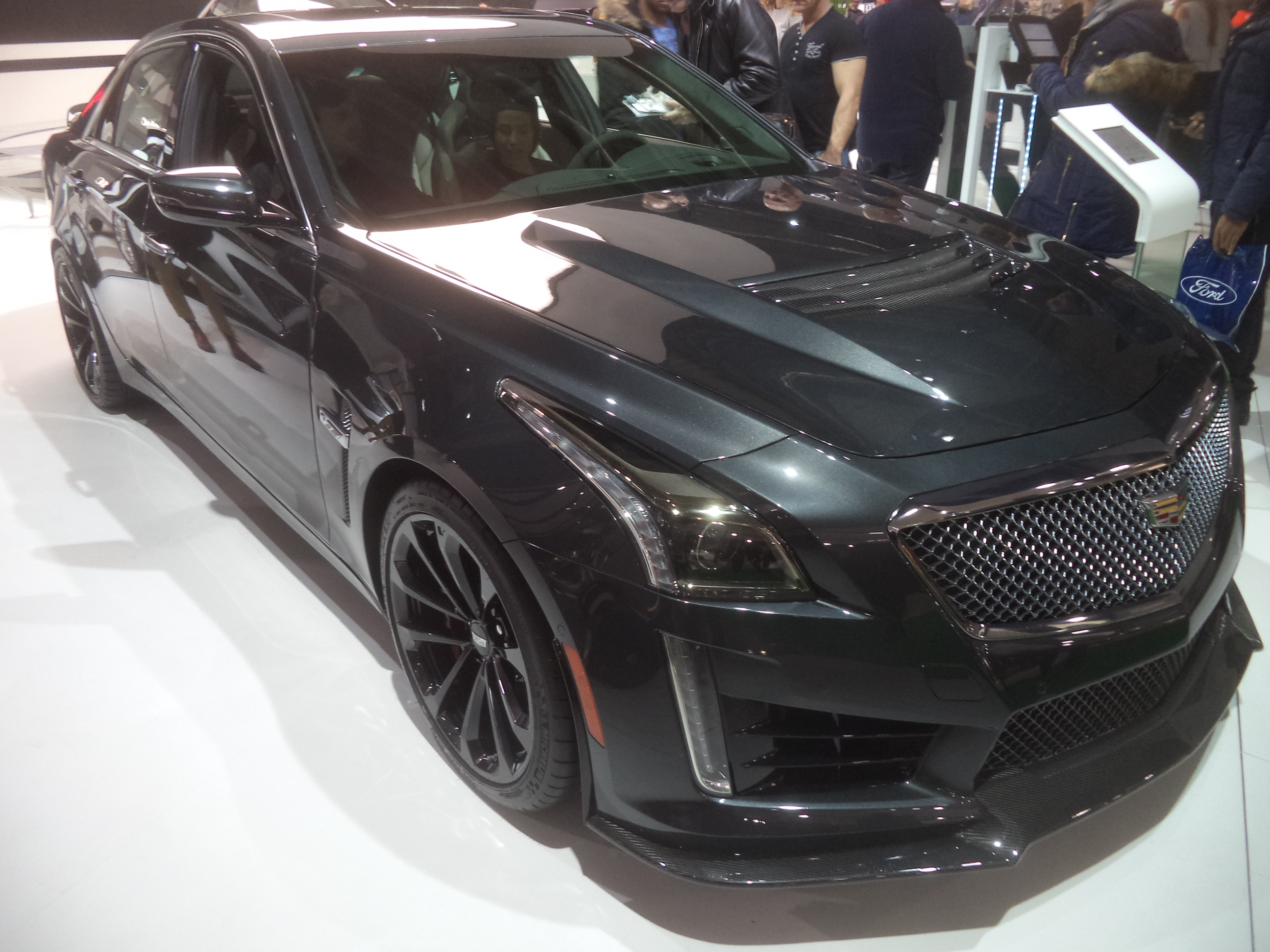
Cadillac CTS-V 3 поколения

Cadillac CTS-V  – это спортивные автомобили, производимые компанией Cadillac на основе седана Cadillac CTS с 2004 года.

## Первое поколение ( 2004–2007 )
Чтобы конкурировать на европейском рынке с S6/RS6 от Audi, M5 от BMW или Е63 AMG от Mercedes, Cadillac выпустил спортивную модель Cadillac CTS-V, которая сначала оснащалась двигателем V8 5,7 л, а затем и 6,0 л обе мощностью 400 л.с. Максимальная скорость — 257 км/ч, разгон от 0 до 100 км/ч — составляет всего 5 секунд. 

## Второе поколение ( 2009–2014 )
Второе поколение Cadillac CTS-V получило новый V8 объемом 6,2 л мощностью 556 л.с. (564 л.с. в Европе). По заявлению производителя, разгон от 0 до 100 км/ч составляет всего 4,2 с, максимальная скорость составляет 282 км/ч для модели с автоматической коробкой передач и 308 км/ч для версии с ручной коробкой передач. Автомобиль предлагался в кузове седан (с 2009 г.), купе (с 2010 г.) и универсал (с 2011 г.). 

## Третье поколение ( 2016–2019 )
Третье поколение Cadillac CTS-V получило новый V8 объемом 6,2 л мощностью 649 л.с. и крутящим моментом 855 Нм. Разгон от 0 до 100 км/ч составляет всего 3,7 с, наибольшая скорость составляет 322 км/ч. Автомобиль предлагается в кузове седан. 

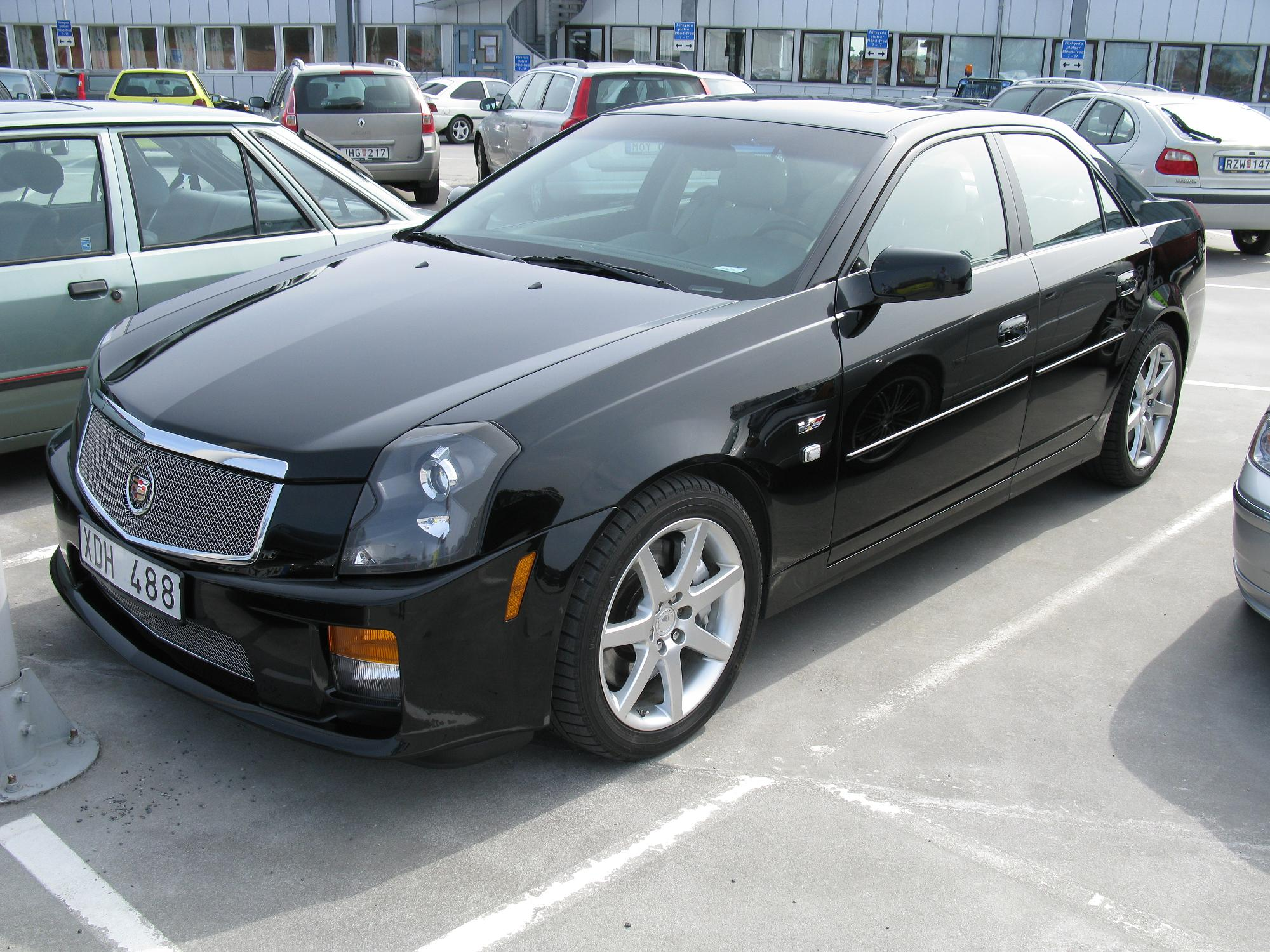
Cadillac CTS-V 1 поколения

## Продажи
| Год  | Продажи в США |
| ---- | ------------- |
| 2004 | 2,461         |
| 2005 | 3,508         |
| 2006 | 3,052         |
| 2007 | 1,176         |
| 2009 | 2,847         |